# Diké (istennő)
Diké az igazságosság istennője a görög mitológiában, Zeusz és Themisz lánya, a második generációs hórák egyike. Testvérei Eiréné és Eunomia. Mellékneve: Asztraia vagyis csillagszűz. A rómaiaknál Iustitia volt a megfelelője.
Halandónak született, az aranykorban még emberek között élt, próbált rendet tartani, és ha jogtiprást észlelt, jelentette Zeusznak. A bronzkor kezdetén elhagyta a Földet és csillagképpé (Szűz) lett.